# Gekitou Burning Pro-Wrestling
Gekitou Burning Pro-Wrestling é um jogo eletrônico de esportes de combate (especificamente de luta livre, artes marciais mistas e kickboxing japonês); lançado em 6 de outubro de 1995 para o Super Famicom.
O jogo apresenta uma lista impressionante e enciclopédica de 117 lutadores (todos com seus movimentos reais), muitos modos para escolher (podendo até mesmo controlar o árbitro) e uma variedade personalizável de opções para configurar.

## Lutadores
| All Japan Pro Wrestling - Mitsuharu Misawa - Kenta Kobashi - Toshiaki Kawada - Akira Taue - Jumbo Tsuruta - Jun Akiyama - Takao Omori - Tsuyoshi Kikuchi - Masanobu Fuchi - Stan Hansen - Dr. Death Steve Williams - Johnny Ace - Dan Kroffat - Doug Furnas | New Japan Pro Wrestling - Riki Choshu - Tatsumi Fujinami - Shinya Hashimoto - Kensuke Sasaki - Hiroshi Hase - Junji Hirata - Keiji Muto - Masahiro Chono - Hiroyoshi Tenzan - Sabu - Hiro Saito - Jushin Thunder Liger - Chris Benoit - Black Tiger - Norio Honaga - El Samurai - Shinjiro Ohtani - Koji Kanemoto - Osamu Kido - Yoshiaki Fujiwara - Scott Norton - Road Warrior Hawk - Road Warrior Animal - Rick Steiner - Scott Steiner - Dean Malenko - The Great Muta - Shiro Koshinaka - Kengo Kimura - Tatsutoshi Goto - The Great Kabuki - Michiyoshi Ohara | WAR - Genichiro Tenryu - Ashura Hara - Hiromichi Fuyuki - Jado - Gedo - Ultimo Dragon - Masao Orihara |

| American (WWF / WCW) - Hulk Hogan - The Undertaker - Big Van Vader - Bret Hart - Hakushi - Sting - Macho Man Randy Savage - Ric Flair - Ravishing Rick Rude | Lucha Libre (CMLL / AAA) - El Hijo Del Santo - Octogon - Negro Casas - Mil Mascaras - Dos Caras - El Canek - Gran Hamada | FMW - Atsushi Onita - Tarzan Goto - Hisakatsu Oya - Ricky Fuji - Mister Pogo - Mitsuhiro Matsunaga - W*ING Kanemura - The Sheik - The Gladiator - Big Titan - Hayabusa - The Great Nita - Ghost Face - Jason The Terrible |

| Michinoku Pro Wrestling - The Great Sasuke - Shiryu - Super Delfin - Gran Naniwa - TAKA Michinoku - SATO - Terry Boy | Independent - Kendo Nagasaki - Rusher Kimura - Ryuma Go - Koji Kitao - Terry Funk - Bruiser Brody - Tiger Jeet Singh | RINGS - Akira Maeda - Volk Han - Tariel Bitsadze - Dick Vrij |

| UWFI - Nobuhiko Takada - Gary Albright - Kazuo Yamazaki - Yoji Anjoh | Pancrase - Masakatsu Funaki - Minoru Suzuki - Ken Shamrock - Bas Rutten | K-1 - Masaaki Satake - Sam Greco - Andy Hug - Ernesto Hoost - Peter Aerts - Rickson Gracie - Kimo Leopoldo - Changpuek Kiatsongrit |